# William Henry Lyttelton
William Henry Lyttelton (ur. 24 grudnia 1724, zm. 14 września 1808) – brytyjski arystokrata, dyplomata i polityk, baron Westcote, baron Lyttelton.

## Życiorys
Jego ojcem był sir Thomas Lyttelton, 4. baronet Lyttelton. Jako najmłodszy syn nie miał odziedziczyć majątku, więc służył na wielu stanowiskach rządowych. W latach 1755–1759 gubernator Karoliny Południowej, w latach 1760–1765 gubernator Jamajki.
W latach 1766–1770 ambasador brytyjski w Lizbonie. W 1776 roku otrzymał tytuł para jako baron Westcote.
Dwukrotnie poseł parlamentu z okręgu Bewdley; w latach 1748–1755 i 1774–1790.
Gdy w 1779 roku zmarł jego bratanek Thomas Lyttelton, 2. baron Lyttelton odziedziczył rodzinny tytuł barona Lyttelton i dobra rodzinne w Frankley, Halesowen i Hagley.